# ایچینسکی
ایچینسکی (انگلیسی: Ichinsky) یک کوه آتشفشانی در شبه‌جزیره کامچاتکای کشور روسیه است.